# Geotehnika
 Ovo je glavno značenje pojma Geotehnika. Za druga značenja pogledajte Geotehnika (tvrtka).
Geotehnika je građevinska aktivnost kojom se projektiraju i grade građevinski objekti u tlu. Odatle nazivi geotehničko projektiranje, geotehničko bušenje i sl. Znanja koja nudi mehanika tla esencijalna su u rješavanju svakodnevnih geotehničkih problema u građevinskoj praksi. Mehanika tla je znanost koja proučava ponašanje tla u novonastalom stanju naprezanja. Pod novim stanjem naprezanja podrazumijevamo opterećenje tla novim objektom ili prirodnim poremećajem koji može biti izazvan čovjekovim djelovanjem i/ili nedjelovanjem.  
Svaki objekt treba temeljiti, treba propisati uvjete temeljenja koji će omogućiti trajnu sigurnost objekata od sloma temeljnoga tla i ograničiti deformacije tla tako da ne dođe u pitanje funkcionalnost građevinskog objekta kao cjeline ili njegovih dijelova.

## Objekti i zahvati
- Objekti i zahvati kojima se bavi geotehnika:

- - Temelji duboki i plitki,
  - nasute brane,
  - nasipi,
  - tuneli,
  - klizišta,
  - potporne konstrukcije,
  - iskopi,
  - građevinske jame,
  - usjeci,
  - odlagalište otpada.

### Temeljenje
Temelj je neizbježni dio svake građevine.
- Plitko temeljenje - ako se pokaže da je tlo zadovoljavajuće nosivosti, tada govorimo o plitkom temeljenju. Plitki temelji prenose koncentrirana opterećenja s građevine u plitke nosive slojeve tla.
- Duboko temeljenje - ako se pokaže da je tlo zadovoljavajuće nosivosti dublje ispod površine terena, a građevinski objekt (v. građevina) je nužno temeljiti na takvom boljem tlu, tada govorimo o dubokom temeljenju.

## Projektiranje geotehničkog zahvata
- Projektiranje geotehničkih zahvata i objekata, sastoji se od:

- - utvrđivanja parametara tla (Numeričke vrijednosti fizikalnih i mehaničkih svojstava tla v. Mehanika tla) relevantnih za određeni zahvat,
  - usvajanje opterećenja i proračunskog modela zahvata (konstrukcije),
  - primjena propisa (odredbe i pravila struke) - danas se primjenjuje Eurocode 7 (skraćeno EC7) - geotehničko projektiranje.

Točnost geotehničkih proračuna je mnogo veća od podataka o parametrima tla. Parametrizacijom tla se bavi mehanika tla. Osnovni problem leži u nesrazmjeru ulaznih podataka  (parametri tla) i izlaznih podataka (rezultati geotehničkih proračuna), a sve zbog kompleksne prirode tla.
Od svih raspoloživih postupaka ispitivanja, modela proračuna i geotehničkih analiza potrebno je izabrati one koji su se u praksi potvrdili kao dobri, a čija je teoretska podloga poznata i jasna.

## Geotehnički problemi
- Posebni geotehnički problemi:

- - ponašanje tla za vrijeme potresa
  - stabilnost tla za slučaj miniranja (v. eksploziv)
  - temeljenje strojeva koji izazivaju vibracije
  - likvefakcija pijeska(v. pijesak) - negativna pojava u tlu izazvana potresom
  - temeljenje na slabonosivom i jako stišljivom tlu (koherentna, porozna, glinena tla)
  - visoki nivo podzemnih voda
  - problem pojave kritičnih hidrauličnih gradijenata
  - utjecaj mraza na tlo
  - masovna eksploatacija nafte i vode mogu dovesti do velikih deformacija na površini.

Kako bi se riješili gore navedeni problemi potrebno je poznavanje fizike; mehanike krutih tijela i mehanike fluida, kemije, geologije, građevne statike, poznavanje gradiva, informatike i poznavanje elektronske opreme. Pošto je teško pronaći osobu koja bi zadovoljila sva ta znanja, geotehnička rješenja se trebaju tražiti u okvirima timskog rada.  

## Vanjske poveznice
- ISSMGE (International Society for Soil Mechanics and Geotechnical Engineering) - Međunarodna udruga geotehničara
- HUMTGI - Hrvatska udruga za Mehaniku tla i geotehničko inženjerstvo

- UIG - Udruga inženjera Geotehnike